# Stare Gliwice

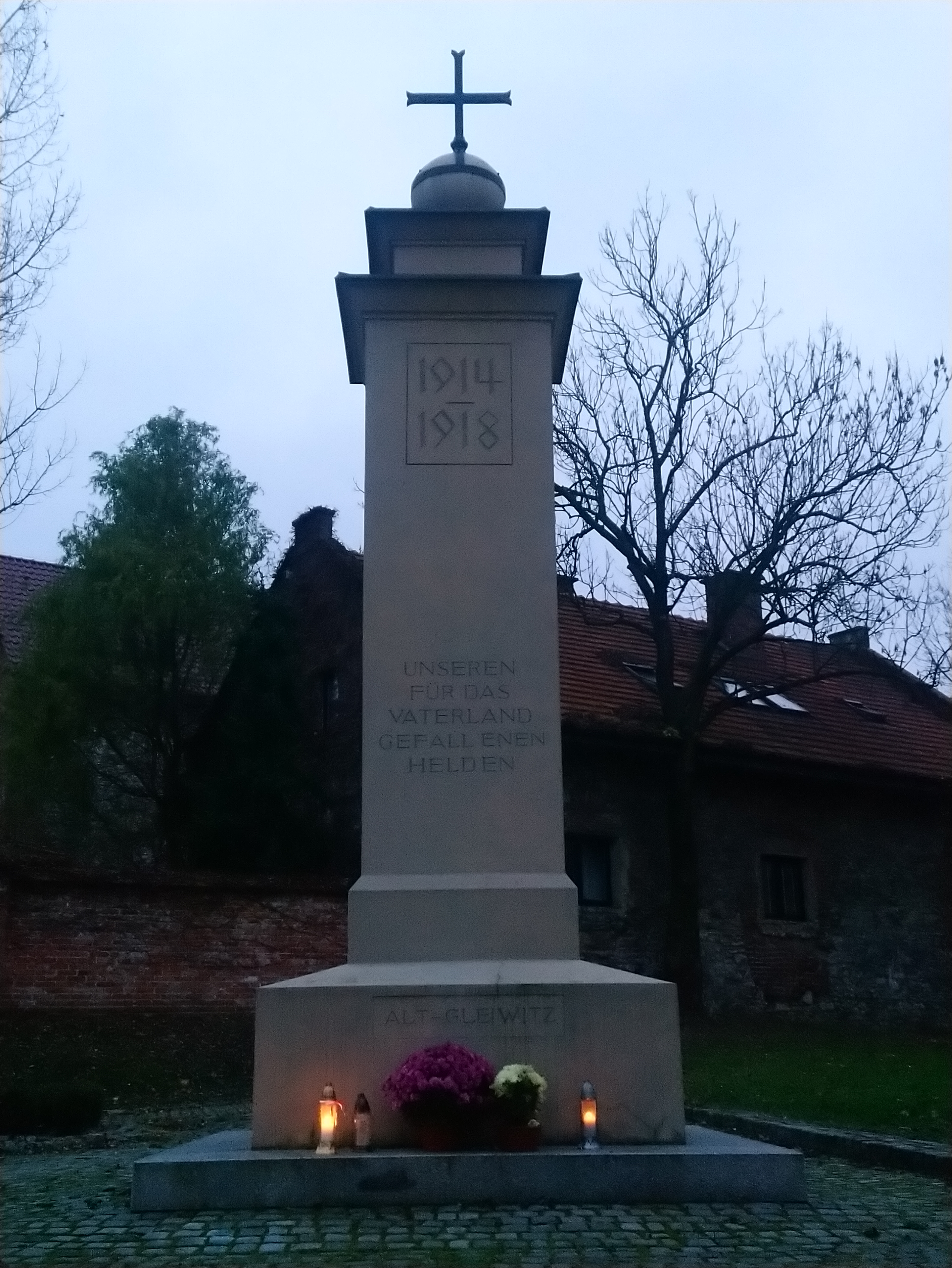
Denkmal für die Bewohner von Alt Gleiwitz, die im Ersten Weltkrieg starben

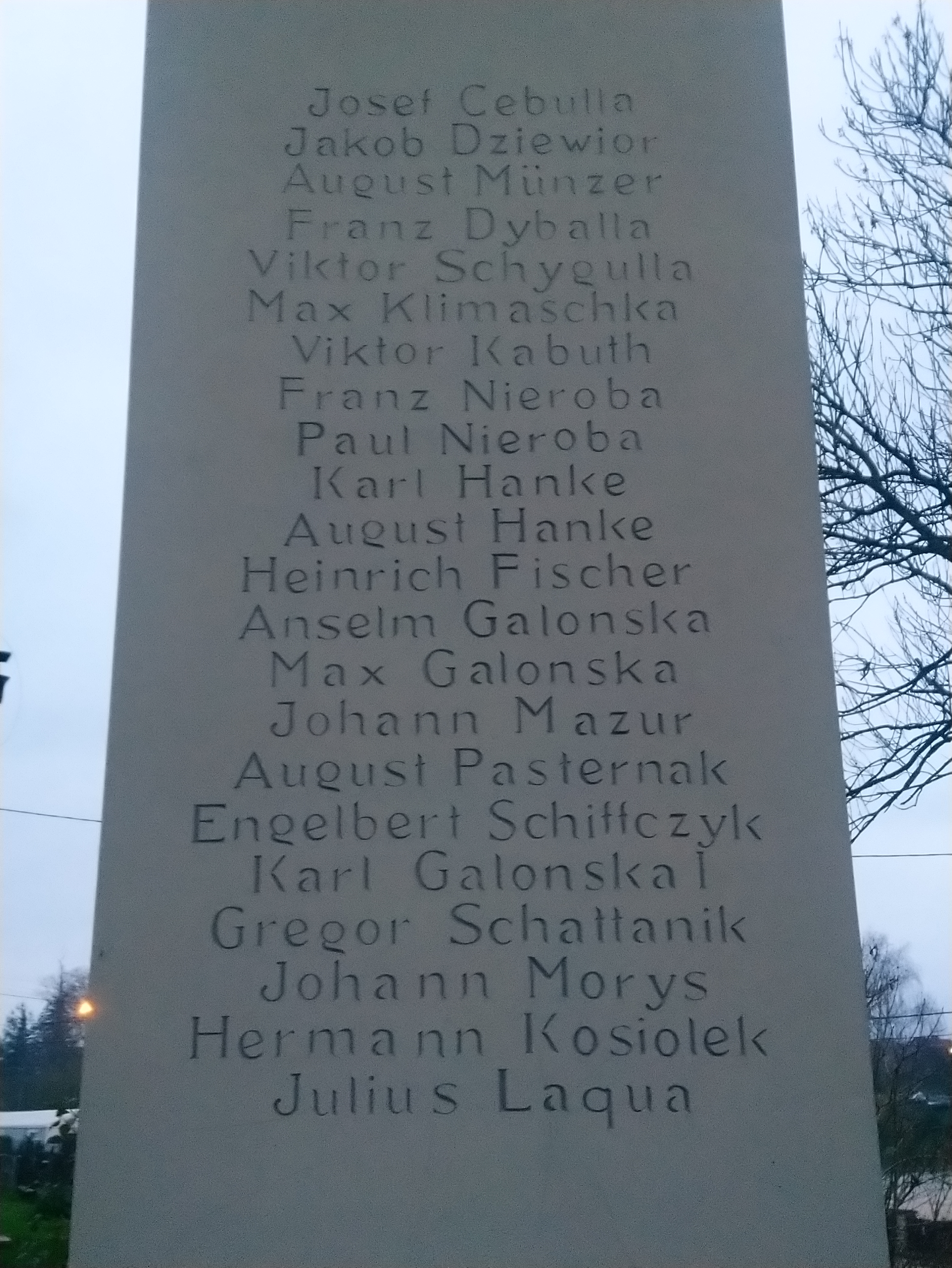
Namen der Einwohner von Alt Gleiwitz, die im Ersten Weltkrieg starben

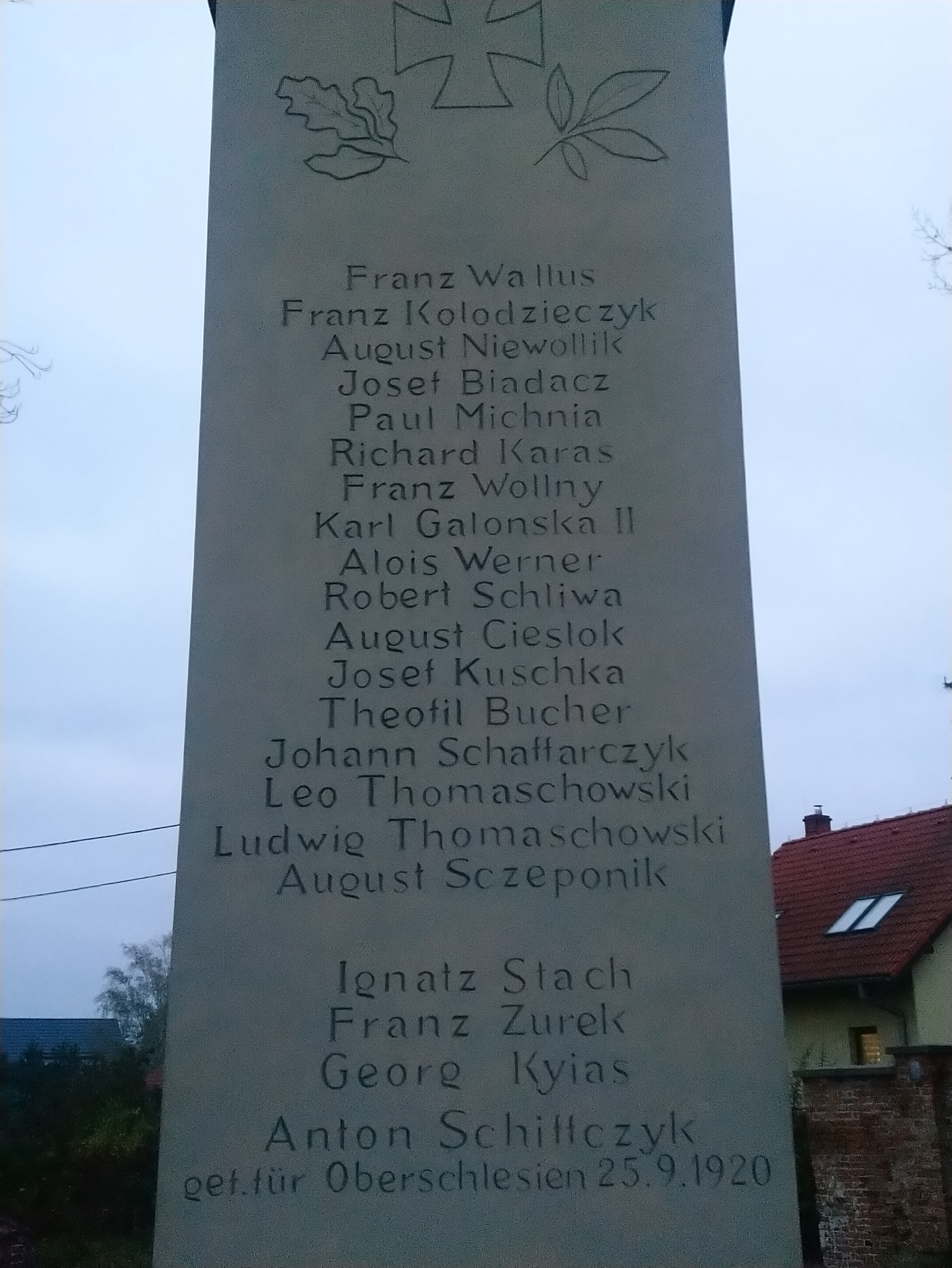
Namen der Einwohner von Alt Gleiwitz, die im Ersten Weltkrieg starben

Stare Gliwice (deutsch Alt Gleiwitz) ist ein Stadtteil von Gliwice (Gleiwitz). Stare Gliwice liegt im Westen der Stadt.

## Geschichte

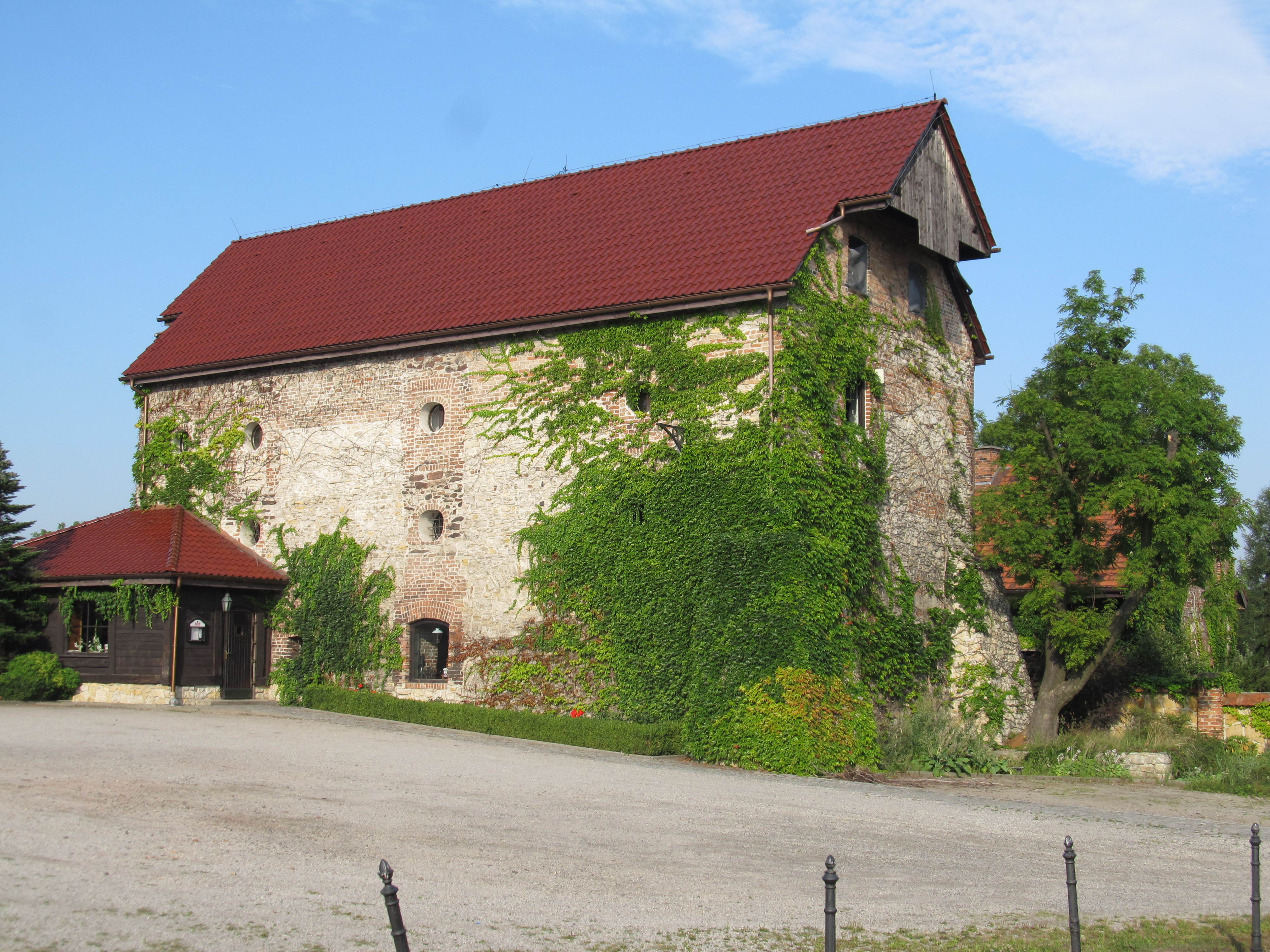
Speicher aus dem 17. Jahrhundert

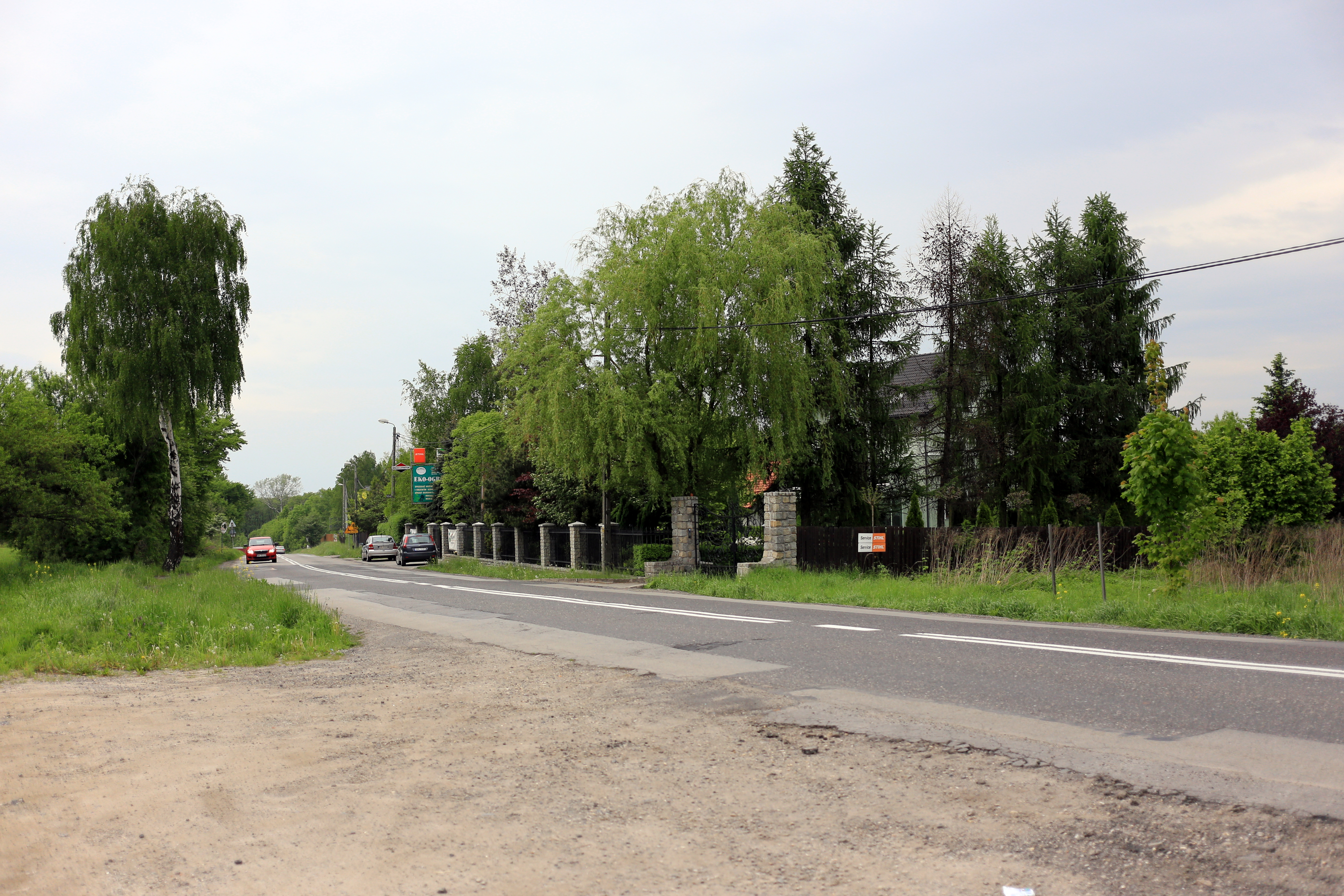
Ortsbild

Der Ort entstand spätestens im 14. Jahrhundert und wurde 1317 erstmals urkundlich erwähnt.
Der Ort wurde 1783 im Buch Beytrage zur Beschreibung von Schlesien als Alt-Gleiwitz erwähnt, gehörte dem Baron von Welczeck, lag im Landkreis Tost des Fürstentums Oppeln und hatte 154 Einwohner, 17 Bauern und neun Gärtner. 1818 wurde der Ort als Alt-Gleiwitz erwähnt. 1865 hatte Alt Gleiwitz 18 Bauernstellen, zehn Gärtner und sieben Häusler, sowie einen Kretschmer. Die Bewohner waren nach Laband eingepfarrt und eingeschult. Neben dem Dorf bestand das Dominialvorwerk Alt Gleiwitz.
Durch seinen ländlichen Charakter und der Nähe zur Stadtgrenze von Gleiwitz wurde Alt Gleiwitz zu Beginn des 20. Jahrhunderts zu einem beliebten Ausflugsziel der Gleiwitzer.
Bei der Volksabstimmung in Oberschlesien am 20. März 1921 stimmten im Ort 183 Wahlberechtigte für einen Verbleib Oberschlesiens bei Deutschland und 447 für eine Zugehörigkeit zu Polen. Alt Gleiwitz verblieb nach der Teilung Oberschlesiens beim Deutschen Reich. Bis 1945 befand sich der Ort im Landkreis Tost-Gleiwitz.
1945 kam der bis dahin deutsche Ort unter polnische Verwaltung und wurde anschließend der Woiwodschaft Schlesien angeschlossen und ins polnische Stare Gliwice umbenannt. 1950 kam der Ort zur Woiwodschaft Kattowitz. Stare Gliwice wurde 1951 vom Powiat Gliwicki nach Gliwice eingemeindet. 1999 kam der Ort zur neuen Woiwodschaft Schlesien.

## Bauwerke und Sehenswürdigkeiten
- Die Gerhardkirche
- Massiver Speicher aus dem 17. Jahrhundert
- Kapelle mit Glockenturm und Nepomukskulptur
- Gefallenendenkmal

Neben Stare Gliwice befinden sich:
- Der Zentralfriedhof (Gliwice)
- Die Parkanlage Schweizerei
- Das Gut Gardel

## Bildung
- Grundschule Nr. 27
- Gymnasium Nr. 5

## Verkehr
Neben Stare Gliwice verläuft die „Droga krajowa nr 88“, ein Teil der früheren Reichsautobahn Berlin-Beuthen.